# Hossein Kanani
Mohammad Hossein "Kanani" Kanaanizadegan (en persan : محمد حسین کنعانی زادگان), né le 23 mars 1994 à Bandar-e Mahchahr en Iran, est un footballeur international iranien qui joue au poste de défenseur au  Persépolis FC.

## Biographie

### Carrière en club
Hossein Kanaani commence sa carrière junior au FC Esteghlal Novin Mahshahr, le club de sa ville natale. Il rejoint le Persépolis Téhéran en décembre 2011, avec qui il signe son premier contrat professionnel. Il y fait une apparition en championnat lors du dernier match de la saison 2011-2012 mais n'est plus utilisé par la suite. Après un prêt infructueux à Beira-Mar, où il ne joue pas à cause de problèmes de permis de travail, il est prêté deux ans au Malavan Anzali pour effectuer sa conscription. Il retrouve alors du temps de jeu dans le championnat iranien dès la saison 2014-2015. Il y marque son premier but en professionnel, lors d'un match nul 1-1 contre l'Esteghlal.
Après deux saisons au club, il signe à l'Esteghlal Téhéran pour une saison, puis au Saipa Téhéran pour une autre saison. Ces deux expériences seront globalement des échecs, gâchées par deux ruptures du ligament croisé.
Lors de la saison 2018-2019, il se relance au Machine Sazi FC, club de la ville de Tabriz, où il joue une saison complète.
Ses bonnes performances lui valent un retour dans son ancien club de Persépolis, alors champion d'Iran en titre. Il parvient à obtenir une place de titulaire dans l'équipe et remporte deux championnats et une Supercoupe. Il fait partie de l'équipe de Persépolis que atteint la finale de la Ligue des Champions de l'AFC en 2020, et est même nommé parmi les meilleurs joueurs du tournoi par l'AFC.
De 2021 à 2023, il dispute la Qatar Stars League avec le Al-Ahli SC. Le 8 juillet 2023, il retourne à Persépolis en signant un nouveau contrat de deux ans.

### Carrière internationale
Il fait ses débuts internationaux avec l'équipe senior d'Iran lors d'une victoire amicale 1-0 face à l'Ouzbékistan le 11 juin 2015. Il joue un autre match, cette fois de qualification pour la Coupe du monde 2018 lors du même rassemblement, mais est mis sur le banc lors des matchs qui suivront.
Il n'est pas appelé par Carlos Queiroz pour jouer la Coupe du monde 2018, et son réel retour se fera lors de la Coupe d'Asie des nations 2019, où lui et son équipe atteignent les demi-finales. Il continue ensuite d’enchaîner les apparitions lors des qualifications pour la Coupe du monde 2022, où il marque son premier but face au Cambodge en 2019.
Il est appelé pour disputer la Coupe du monde 2022 au Qatar, au cours de laquelle il n'entre en jeu que lors de la défaite 6-2 face à l'Angleterre.
| Buts internationaux de Hossein Kanani | Buts internationaux de Hossein Kanani | Buts internationaux de Hossein Kanani        | Buts internationaux de Hossein Kanani | Buts internationaux de Hossein Kanani | Buts internationaux de Hossein Kanani | Buts internationaux de Hossein Kanani                        |
|                                       | Date                                  | Lieu                                         | Adversaire                            | Score                                 | Résultat                              | Compétition                                                  |
| ------------------------------------- | ------------------------------------- | -------------------------------------------- | ------------------------------------- | ------------------------------------- | ------------------------------------- | ------------------------------------------------------------ |
| 1                                     | 10 octobre 2019                       | Stade Azadi, Téhéran, Iran                   | Cambodge                              | 3-0                                   | 14 - 0                                | Éliminatoires de la Coupe du monde 2022                      |
| 2                                     | 30 mars 2021                          | Stade Azadi, Téhéran, Iran                   | Syrie                                 | 1-0                                   | 3 - 0                                 | Match amical                                                 |
| 3                                     | 17 octobre 2023                       | Stade international d'Amman, Amman, Jordanie | Qatar                                 | 1-0                                   | 4 - 0                                 | Tournoi international de Jordanie 2023 (en) (tournoi amical) |
| 4                                     | 17 octobre 2023                       | Stade international d'Amman, Amman, Jordanie | Qatar                                 | 4-0                                   | 4 - 0                                 | Tournoi international de Jordanie 2023 (en) (tournoi amical) |
| 5                                     | 21 mars 2024                          | Stade Azadi, Téhéran, Iran                   | Turkménistan                          | 1-0                                   | 5 - 0                                 | Éliminatoires de la Coupe du monde 2026                      |
| 6                                     | 21 mars 2024                          | Stade Azadi, Téhéran, Iran                   | Turkménistan                          | 3-0                                   | 5 - 0                                 | Éliminatoires de la Coupe du monde 2026                      |

## Palmarès

### En sélection
Iran
- Vainqueur de la CAFA Nations Cup en 2023

### En club
| Persépolis FC - Championnat d'Iran (3) - Vainqueur en 2020, 2021, 2024 - Supercoupe d'Iran (1) - Vainqueur en 2020 (en) - Coupe d'Iran - Finaliste en 2013 (en) - Ligue des champions de l'AFC - Finaliste en 2020 |